# 漢人世侯
漢人世侯（かんじんせこう）とは、金末にモンゴル帝国に降った漢人有力者が貢納と軍事的協力の義務遂行を条件に、管下の人民に対する支配権力をモンゴルから授けられて成立した制度。
しかし、1262年の李璮の乱を切っ掛けとして漢人世侯は実質的に解体され、華北地方は大元ウルス（元朝）による直接支配に移行することになった。

## 概要

### チンギス・カンの時代
1206年に建国された大モンゴル帝国（yeke mongγol ulus）はそもそも複数の皇族・功臣のウルス（ulus）をモンゴル皇帝（カアン）が統べる連合体であり、皇族・功臣の下位ウルスが征服戦争の結果得た人口・土地はその地を征服した皇族・功臣の所有物とされていた。この原則は1211年に始まる金朝遠征でも適用され、チンギス・カン諸子が侵攻した山西地方はジョチ・チャガタイ・オゴデイらの、チンギス・カン諸弟が侵攻した山東地方はカサル・アルチダイ・オッチギンらの、その中間の河北地方はチンギス・カン自らと直属の将士の領地とそれぞれされた。ただし、この時点のモンゴル軍は攻略した都城を保持しないまま転戦を続けたため、華北地方の統治体制は全く未整備なままとされていた。この時点で自発的に投降した漢人有力者（＝後の漢人世侯）は僅かに史秉直・劉伯林・奥敦世英の3名に過ぎず、これら最初期の投降漢人は1214年にモンゴルと金朝の間に和議が結ばれるとモンゴル軍に従って北方に移住した。このため、1214年時点でモンゴルは華北に全く足がかりを築けておらず、この状態は数年にわたって続くことになる。
一方、モンゴル軍の侵攻を受けた金朝は緒戦の大敗（野狐嶺の戦い）を受けて為すすべもないまま国土を蹂躙され、更に首都の中都を包囲された（中都の戦い）ため、1214年に岐国公主を差し出してモンゴル帝国と和約を結んだ。ところが、過剰にモンゴル軍に恐怖を抱いた金朝朝廷はより南方の開封への遷都を強行し、これを和約違反であると見なしたモンゴル軍の再度の侵攻を招いてしまった。この遷都は事実上黄河以北の地を見捨てたも同然の施策であり、河北各地ではモンゴル軍の略奪と金朝の行政機構の崩壊によって治安が極度に悪化した。金朝朝廷は「其歳免租（一時的な免税）」「現戸代納（流亡した者の租税を残った者に割り当てる）」「免役・減税」「捕獲・治罪（一定期間を定めて復業を命じ、応じない者を捕獲する）」といった諸政策を採用して対処しようしたが失敗に終わり、特に「現戸代納」はむしろ流民の増加を促す結果に終わった。
このような状況の中で、河北各地では軍事的才幹と人望ある人物を推戴して自治組織を作り上げるか、もしくは在地の有力家系の下に結集する動きが各地で見られるようになった。しかし、このような自治組織は群盗と紙一重の存在であり、やがて自治組織同士の統廃合が進んだ結果広大な地域を支配する有力者が現れるようになり、これらの有力者が後の漢人世侯の原型となった。これを受けて、金朝朝廷ではこれら自衛組織を「義軍」と呼んで官職を授け、河北奪還の足掛かりとせんとしたが、金軍内部の主導権争い・モンゴル軍や南宋軍の介入などによって失敗に終わった。
チンギス・カンは1217年に金朝遠征を切り上げるに当たり、腹心の部下ムカリを金朝方面の駐留軍司令官として残した。ムカリは「義軍」を取り込もうとする金朝軍と対抗しつつ華北各地の計略を進め、後に漢人世侯と呼ばれる有力者の多くはこの頃にムカリを通じてモンゴル帝国に降っている。特に1218年前後には多数の漢人世侯がムカリ軍に降っており、河北・山西地方は1217年〜1219年頃におおよそ経略が進んだようである。一方、山東地方は1220年まで投降者がほとんどおらず、華北地域の中でもモンゴル軍の支配が及ぶのが遅れた地域であった。このように河北地域と山東地域で漢人世侯の投降時期にズレがあったことは、両地域でモンゴル帝国に対する態度に差があったことの原因になったと考えられている。
総じて、チンギス・カンには元来華北地方を永続的に支配しようとする意図はそもそもなく、モンゴルの支配が華北に浸透し始めたのはチンギス・カンが北帰した1217年以後のことであった。

### 勢力圏の確定
1219年に第2代皇帝オゴデイが即位すると、オゴデイは配下の漢人を「三万戸（tümen）」に再編成し、この三万戸を支配する者として「三大元帥（劉黒馬・史天沢・重喜（粘合重山/石抹札剌児））」を任命した。この施策はそれまでばらばらにモンゴルに帰順し横の繋がりの弱かった漢人世侯を組織立てた点で画期的であったが､ 史天沢の管轄範囲に史天沢の支配が及ばないはずの張柔・厳実の本拠が含まれているなど、さほど厳密なものではなかったようである。
また、オゴデイは即位後最初の大事業として第二次金朝侵攻を行い、1234年の蔡州の戦いによって金朝は名実共に滅亡した。金朝の滅亡後、オゴデイは論功行賞と南宋との戦いに備えて漢人世侯の再編制を再度行い、「三万戸」は増員されて「七万戸」とされた。この時、張柔・厳実らが新たな万戸に任命され、またその配下にあった張晋亨・石天禄・趙天錫・劉通・斉珪（厳実配下）や喬惟忠・賈輔（張柔配下）らも正式に「千戸」に任命されている。この頃、「朝廷が官称を更定した」との記録もあり、それまで自称に過ぎなかった漢人世侯の称号がここに至って始めてモンゴルの軍制に統一されたようである。
オゴデイの治世における華北での施策で最も特筆すべきは、1235年（乙未）の「乙未年籍」策定と、1236年（丙申）の「丙申年分撥」である。先述したようにモンゴル帝国において征服地は皇帝・諸王・功臣で分有することになっていたが、華北においては断続的に経略が進んだため、モンゴル領主漢人世侯の権益が錯綜する極めて無秩序な状態にあった。そこで、オゴデイの命によって華北全土の人口調査が実施されることになり、調査結果をまとめて作成されたのが「乙未年籍」であり、これに基づいて人口・土地の再分配が行われたことを「丙申年分撥」という。
華北における人口・土地の再分配は、諸王・功臣がモンゴル高原本土に有する人口の比率を基準に決められ、この比率にあわせる形で漢人世侯の勢力圏も整理された。特に大きな改変を受けたのが東平の厳実で、「厳実の統べる所は『魏』の全体・『斉』の３割・『魯』の9割であったが、『画境の制』を施行したことにより、『魏』の中で大名地方は削られ、『斉・魯』では徳州・兗州・済州・鄆州が新たに支配下に入った」という記録が残されている。漢文史料上で「画境」と呼ばれる、この政策を経てモンゴル領主の投下領＝漢人世侯の勢力圏は確定し、引いてはこの時定められた勢力圏が元代の州県の基礎となった。

### 外征と内戦
オゴデイの没後、モンゴル帝国では帝位を巡る内部対立が長く続き、第4代皇帝モンケ・カアンが即位するまで大規模な征戦は行われなかった。また、モンケはオゴデイの弟のトルイの長男であったため、これ以後トルイの投下領の漢人世侯であった史天沢が重用されるようになる。モンケは東西への二大遠征を企画し、東アジア方面軍には次弟のクビライが起用された。しかし、中途で遠征方針が変わりモンケ自身も軍を率いて南宋領へ侵攻することになった。この時、史天沢は李進ら華北各地から選りすぐった精鋭1万を率いてモンケの親征軍に属し、四川方面へ侵攻した。一方、史天沢以外の東平路行軍万戸厳忠済・保定軍民万戸張柔・真定万戸史権・曲陽行軍万戸邸浹・大名路行軍万戸王文幹・山東行尚書省兵馬都元帥張宏・水軍万戸解誠・水軍万戸張栄実らはクビライ率いる別動隊に属し、長江中流域（現湖北地方）に侵攻した。なお、この時クビライ軍に属した漢人世侯はかつての「五路万戸」所属の世侯とほぼ合致し、オゴデイ時代の軍制がこの時期にも影響を与えていたことが窺える。
しかし、1259年（己未）にモンケが急死すると次の帝位を巡ってクビライとモンゴル本土に残留するアリクブケの間で対立が生じ、モンゴル帝国始まって以来の大規模な内戦（帝位継承戦争）が勃発するに至った。この時、クビライ派として大きな役割を果たしたのが史天沢で、モンケ死去時に四川にいた史天沢はいち早くクビライの下に参じて支持を表明し、クビライ軍が長江流域から撤退する際にも活躍した。史天沢は内戦中最大の激戦となったシムルトゥ・ノールの戦いにも参陣し、最終的には左丞相に任命されてクビライ政権の重鎮であることを内外に示した。史天沢が率いていた1万の漢人精鋭軍はクビライの直属軍に組み込まれて「武衛軍」と呼称され、後に拡充されていく「侍衛親軍」の原型となった。

### 漢人世侯の解体
史天沢の活躍と裏腹に、クビライは強大な権限を有する漢人世侯の存在を危険視してもいた。漢人世侯を監視・掣肘するためにクビライが任命したのが「十路宣撫使」で、これはモンゴル支配下の華北を十路に分け、路ごとに派遣するものであった。東平路に派遣された姚枢については特に「諸侯の中で厳忠済こそが強横にして制し難いとされる。そのために公（＝姚枢）を東平の宣撫使としたのだ」と言われたとの記録もあり、この宣撫使が漢人世侯への牽制を目的としていたことは確かなようである。
このようなクビライの対応に強い不満を抱いたのが山東地方の漢人世侯であった。山東地方で特に反発が大きかったのはこの地方の漢人世侯は南宋と領地を接しているために密貿易で利潤を得ており、このような利権が侵されることを不安視したためと考えられている。最初に漢人世侯弾圧の影響が見られたのが東平厳氏で、当主である厳忠済が弟の厳忠範から罪を告発されたことを切っ掛けに全ての官爵が剥奪され、東平軍閥の解体が進められた。この一件は周囲の漢人世侯に衝撃を与え、遅くとも同年末には李璮はクビライに対して叛乱を起こすことを決意するに至った。
1262年（中統3年）、益都の李璮は領内のモンゴル人を虐殺して遂に反旗を翻し、南宋に帰順することを表明した。この頃、帝位継承戦争は未だ決着していなかったために史天沢らクビライに忠実な漢人世侯を中心とする鎮圧軍が派遣され、李璮が現地民の支持を得なかったこともあり叛乱そのものは短期間で鎮圧された。しかし、叛乱鎮圧後に多くの漢人世侯が李璮から叛乱の誘いを受けたことが明らかになり、クビライ政権は従来通り漢人世侯の存在を許すことができなくなった。そして1264年（至元元年）12月には「始めて諸侯の世守するをやめ、遷転法を立つ」と宣言され、ここにおいて漢人世侯は名実ともに廃止されるに至った。